# Kuželič
Kuželič je naselje v Občini Kostel.
Naselje leži na grebenu pobočja Planine nad Petrino in Grivcem. Od konca druge svetovne vojne, med katero so ga požgali Italijani po prvem spopadu s kostelskimi partizani, je brez stalnih prebivalcev.